# Kumari Balasuriya
Neranjala Pushpa Kumari Balasuriya (* 1949) ist eine sri-lankische Politikerin.

## Leben
Kumari Balasuriya wurde am 23. Oktober 2006 als Nachfolgerin von Kingsley Wickramaratne Gouverneurin der Südprovinz und bekleidete dieses Amt bis zum 23. Januar 2015, woraufhin Hemakumara Nanayakkara ihre Nachfolge antrat.
Sie ist mit dem Politiker Jagath Balasuriya verheiratet, der unter anderem Mitglied des Parlaments, Gouverneur der  Nord-Zentralprovinz sowie zwischen 2010 und 2015 Minister für nationales Erbe war.